# كردميت (فركلة السفلى)
كردميت هي إحدى مشيخات المملكة المغربية، تتبع جغرافيا لإقليم الرشيدية وإداريًا لفركلة السفلى. يقدر عدد سكانها بـ 1761 نسمة حسب الإحصاء الرسمي للسكان والسكنى لسنة 2004.